# Mariam Coulibaly (animatrice de télévision)
Pour les articles homonymes, voir Mariam Coulibaly.
Mariam Coulibaly, dite « Mam Coul », est une animatrice de télévision ivoirienne, née le 27 juillet 1977.

## Biographie
Elle se découvre une passion dans le domaine de la prise de parole en public. Très active dans les mouvements extra-scolaires au lycée Sainte Marie de Gagnoa, elle rencontre celui qui va lui révéler sa prédisposition à faire de la radio : Jean-Claude M’Bao. En 1996, Mariam Coulibaly obtient son baccalauréat et est orientée en faculté de droit à l’université d'Abidjan. Elle y décroche une licence en sciences juridiques.

## Carrière
Mariam Coulibaly fait ses premiers pas à la radio en 1997 avec la radio fréquence Fromager Tropique FM, en conciliation avec ses études. Après sa licence en droit, elle intègre Radio Yopougon, puis fait un passage éclair à City FM de Treichville. 
En mars 2000, Mariam Coulibaly participe au test de recrutement des animateurs lancé par la Radio télévision ivoirienne (RTI) où elle en sort major. Elle intègre ainsi la RTI à la production et à l’animation d’émissions radiophoniques. Après un an, elle est sollicitée par la 2e chaine de télévision pour animer "Le club de la RTI 2". La direction de la RTI lui confie, en fin d’année 2013, la présentation de la production internationale dénommé « INTERVILLES Côte d'Ivoire ». Elle est épaulée par Yves-Aymard, lui aussi animateur.
Mariam Coulibaly devient directrice de la radio Fréquence 2 en 2016.

## Vie privée
« Mam Coul », comme elle est surnommée, est partagée entre deux cultures. Née d’une mère originaire du Sud-ouest et d’un père natif du Nord, elle est Ivoirienne de père et de mère. Son père est un enseignant d’épreuves physiques et sportives à la retraite. Sa mère est engagée en politique - c'est d'ailleurs la première femme conseillère municipale à Gagnoa depuis l'érection de la localité en commune - après une carrière à la société ivoirienne de distribution de l'électricité (CIE), de Gagnoa.

## Émissions
- 2000 - 2005 : Panache (TV2)
- 2001 : Le Club de la RTI 2 (TV2)
- 2013 :  INTERVILLES Côte d'Ivoire (RTI1)